# Callistethus bimaculatus
Callistethus bimaculatus är en skalbaggsart som beskrevs av Blanchard 1851. Callistethus bimaculatus ingår i släktet Callistethus och familjen Rutelidae. Inga underarter finns listade.